# Munida subcaeca
Munida subcaeca är en kräftdjursart. Munida subcaeca ingår i släktet Munida och familjen trollhumrar. Inga underarter finns listade i Catalogue of Life.